# Епископ вршачки Нектарије
Нектарије (Димитријевић, Велики Гај (Банат), 25. јун 1839 — Вршац, 20. децембар 1895) је био епископ Српске православне цркве на престолу вршачких владика.

## Световни живот
Никола Димитријевић рођен је 25. јуна 1839. године у Великом Гају код Вршца, од родитеља, оца Петра и мајке Анке (Нанчике) рођ. Мусић из Великог Бечкерека. Кумовао му је на крштењу спахија великогајски Никола Маленица и наденуо му своје име. Димитријевићи потичу од чувеног Тиме Ранковог. Прадеда Јосиф је као имућан човек прешао из Вршца у Меленце, где се окућио и стекао велико имање. У браку са Настом Протић(?), кћерком бечкеречког проте изродио је пет синова и четири кћерке. Један од синова, Јован Димитријевић - Јурук се населио опет у Вршцу, и то је деда Николин. Петар Димитријевић - владикин отац био је управитељ спахилука, прво Петровићевог у Удварноку, па Маленициног у Великом Гају. Петар је умро пре времена, настрадавши под точковима кола, па је једини син Никола остао сироче, без оца. Удова мајка се затим преудала у родном Великом Бечкереку, за трговца дрвара Данила Лињачког. Одрастао је Никола добро пажен уз Даниловог сина др Павла Лињачког, бечкеречког лекара. Основну школу и нижу гимназију завршио је Никола зато у Великом Бечкереку, а вишу гимназију (V и VI разред) у Карловцима и (VII и VIII разред) Винковцима. Правне науке, са првим државним испитом, завршио је у Бечу, а богословију у Вршцу.

## Монашки живот
После положеног другог правничког испита у Бечу, замонашио се 1. октобра 1865. године у манастиру Месићу. Добио је Никола тада ново калуђерско име Нектарије. Након рукоположења у ђаконски и презвитерски чин, постављен је за конзисторијалног бележника и професора вршачке богословије. Био је епископу Емилијану Кенгелцу десна рука и ослонац у владиковању и у двору му владичанском. Крајем 1874. године произведен је као дотад настојатељ за архимандрита манастира Месића, којим је управљао дванаест година.
После смрти епископа Емилијана (Кенгелца) постао је 1885. мандатар Вршачке епархије, а 27. јануара 1887. године посвећен је за вршачког епископа од патријарха Германа (Анђелића). Током 1891. године био је неколико месеци администратор Темишварске епархије. Владика је веома волео књиге и цвеће, па је од вртова ( које је уредио) у манастиру Месићу и дворском у Вршцу начинио "рајске вртове", у којима је често боравио, одмарајући се.
Умро је и сахрањен у Вршцу 20. децембра 1895. године.